# Waksmundzka Przełęcz
Waksmundzka Przełęcz – położona na wysokości 1418 m płaska, rozległa i szeroka przełęcz oddzielająca Małą Koszystą (2014 m) od Suchego Wierchu Waksmundzkiego (1485 m). Po wschodniej stronie Waksmundzkiej Przełęczy znajduje się Dolina Waksmundzka, po zachodniej dolina Pańszczyca. Na przełęczy znajduje się polana Rówień Waksmundzka, dawniej wchodząca w skład Hali Waksmundzkiej.
Przez Waksmundzką Przełęcz przebiega dział wodny pomiędzy dorzeczami Białki i Białego Dunajca. Znajduje się tutaj także rozdroże szlaków turystycznych. Najciekawszy widok z przełęczy rozpościera się w kierunku Tatr Bielskich.

## Szlaki turystyczne
Na przełęczy krzyżują się dwa szlaki turystyczne:
 – czerwony z Toporowej Cyrhli przez Psią Trawkę, Waksmundzką Polanę, Polanę pod Wołoszynem i Wodogrzmoty Mickiewicza do Morskiego Oka.
- Czas przejścia z Toporowej Cyrhli na Rówień Waksmundzką: 2:10 h, ↓ 1:45 h
- Czas przejścia z Równi Waksmundzkiej do Wodogrzmotów: 1:25 h, z powrotem 1:35 h

 – zielony z Wierchporońca przez Rusinową Polanę, Gęsią Szyję i Rówień Waksmundzką do schroniska „Murowaniec” w Dolinie Gąsienicowej.
- Czas przejścia z Wierchporońca na Rówień Waksmundzką: 2 h, z powrotem 1:35 h
- Czas przejścia z Równi Waksmundzkiej do Murowańca: 2:15 h, z powrotem tyle samo

## Przypisy

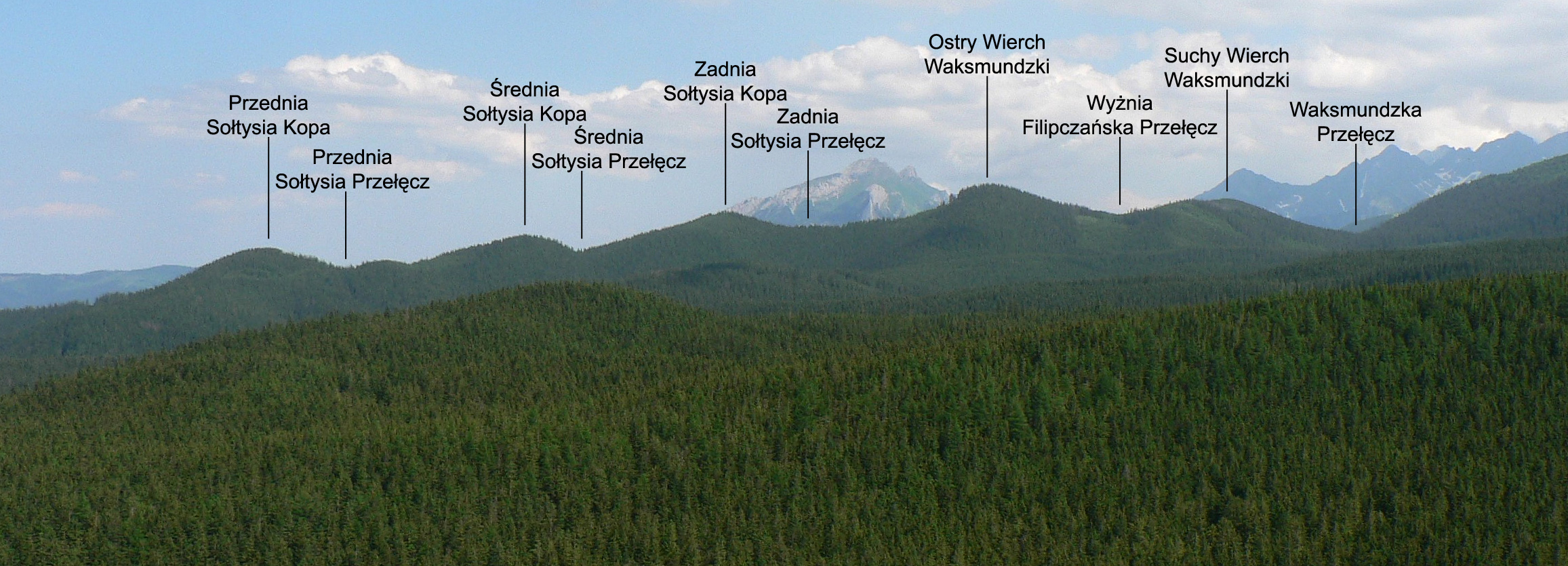
Widok z Wielkiego Kopieńca